# Chiesa di Santa Marta (Bellano)
La chiesa di Santa Marta è un piccolo oratorio che si erge nella stessa piazza della prepositurale dei Santi Nazaro e Celso, nel borgo storico di Bellano.

## Storia
Anticamente l'edificio, ora ristrutturato e ampliato, era un oratorio medievale utilizzato come sede di una confraternita di laici del Quattrocento. Essa ha una pianta centrale e la sua posizione rivela lo stretto legame coi cittadini del borgo: si trova proprio di fronte alla parrocchia e ha subito nei secoli una serie di ristrutturazioni per adattarsi alle esigenze della comunità. L'assetto originario vede la collocazione dell'abside a est, ora invece il presbiterio è a sud e la navata centrale è introdotta dalla parete settentrionale: questo per la rotazione di 90º che ha subito nel corso dei secoli tra Quattrocento e Settecento.
L'oratorio era appunto sede della confraternita dei disciplini, di cui si ha notizia fin dalla fine del XIV secolo. Essi erano particolarmente devoti alla passione e morte di cristo, tanto da esercitare diverse pratiche tra cui l'autoflagellazione, che veniva chiamata “disciplina”, termine da cui deriva il nome della confraternita. Quest'ultima poteva fruire delle stesse indulgenze dell'Arciconfraternita dei Disciplini di San Giovanni in Laterano, poiché le era stata aggregata nel XVI secolo. Era stato san Carlo Borromeo a stabilire le regole della confraternita nel 1611(data sbagliata San Carlo è morto nel 1584), che tutti i 74 membri erano tenuti a rispettare. Alla domenica e nei giorni festivi si ritrovavano nel coro ed erano incaricati di animare le celebrazioni della settimana santa, soprattutto i riti di penitenza del giovedì santo. Sul fianco sinistro della chiesa avevano la loro sede ed erano soliti accogliere, come in un ospizio, persone povere o malate e raccogliere offerte a favore dei bisognosi.
La visita pastorale a questa chiesa da parte di monsignor Maggiolini nel 1611 testimonia l'esistenza dell'edificio già nel 1419, data della consacrazione. La chiesa di Santa Marian e inoltre citata negli atti della visita pastorale di Gabriele Sforza.
Il campanile venne costruito dopo il 1611.
Quando poi, nel 1786, la confraternita dei disciplini venne sciolta e i propri beni secolarizzati, buona parte degli arredi della venne destinata alla chiesa dei Santi Nazaro e Celso, mentre l'organo finì in una chiesa di Introbio. La vecchia sede della confraternita venne invece riconvertita in una scuola per l'infanzia.

## Descrizione

### Esterni
Lo stile tardogotico della chiesa è tipico di molti edifici in Lombardia ed è reso evidente dalla lunetta accanto alla porta di ingresso e dalle archeggiature in cotto.
La facciata conserva un lacerto di un affresco antico.

### Interni
La prima cappella è situata sul lato destro della navata, è dedicata a sant'Antonio da Padova ed esisteva già nel 1611; una seconda cappella è stata costruita nel 1729, in dedicazione a san Nicola da Tolentino; una pala del Seicento raffigurante la visita di Gesù alle sorelle Marta e Maria è posta sull'altar maggiore, fiancheggiata da san Giovanni Battista e san Giovanni Evangelista; quadri che rappresentano la vita di santa Marta sono invece esposti nel presbiterio, sulle pareti laterali del presbiterio, alla cui destra si accedeva alla sacrestia e a destra al coro.
L'opera ritenuta più rilevante è il Compianto sul Cristo morto, posto nella cappella del Santo Sepolcro, sul fianco sinistro della navata. Si tratta di un gruppo di nove statue in legno dipinte, una delle quali è stata rimossa durante il restauro perché forse non originale. Esso mette in scena la deposizione di Gesù cristo dalla croce, è a grandezza naturale e vede rappresentati vari personaggi: Gesù sorretto da Maria e altre donne, Maria Maddalena inginocchiata ai suoi piedi, san Giovanni in piedi a sinistra e Giuseppe d'Arimatea in piedi a destra. L'autore è identificato nel 1982 in Giovanni Angelo del Maino, ma alla realizzazione ha contribuito forse anche suo fratello Tiburzio, poiché si notano una tendenza di stampo classico e una di stampo espressionistico. La datazione dell'opera è quindi da collocare tra Quattrocento e Cinquecento.
Molto ricca e decorata è la cupola con tamburo ottagonale, risalente al 1582.